# Исраелян, Овнан Атанесович
Овнан Атанесович Исраелян — советский хозяйственный и государственный деятель, лауреат Государственной премии СССР за выдающиеся достижения в труде.

## Биография
Родился в 1942 году в Армянской ССР. Член КПСС с 1975 года.
В 1958—1961 — рабочий треста «Каджаранстрой».
В 1961—1964 — военнослужащий Советской армии.
В 1965—1966 — помощник машиниста, в 1966—1991 — машинист бурового станка Зангезурского медно-молибденового комбината в городе Каджаране Армянской ССР.
Депутат Верховного Совета СССР 10-го созыва. Делегат XXVI съезда КПСС.
За активное участие в техническом творчестве, большой личный вклад в увеличение производства и повышение качества металлопродукции был в составе коллектива удостоен Государственной премии СССР за выдающиеся достижения в труде 1988 года.
Жил в Армении.

## Награды
- Орден Ленина
- Орден Трудовой Славы III степени